# Nové Dvory (Vysočina)
Nové Dvory é uma comuna checa localizada na região de Vysočina, distrito de Žďár nad Sázavou.